# Trigueros
Trigueros è un comune spagnolo di 7 203 abitanti situato nella comunità autonoma dell'Andalusia.